# Georges Félix de Wimpffen
Georges Félix de Wimpffen (Zweibrücken, 5 novembre 1744 – Bayeux, 23 febbraio 1814) è stato un generale francese.
Nonno del generale Emmanuel Félix de Wimpffen, ebbe un ruolo nelle prime guerre della Francia rivoluzionaria.

## Biografia
Nato nella Renania-Palatinato, attualmente in Germania, entrato in giovane età nell'esercito francese.
Servì nel 1768 nella campagna di Corsica e divenne tenente colonnello. Comandò un reggimento nella guerra d'indipendenza americana e prese parte agli assedi di Mahón e di Gibilterra (1781-1782); la difesa delle linee francesi davanti Gibilterra gli valse una pensione di 1.000 scudi e il grado di brigadier generale. Alla pace, si ritirò nei suoi possedimenti in Normandia.
Eletto deputato per la nobiltà di Caen agli Stati generali del 1789, si unì al Terzo Stato, di cui adottò parzialmente i nuovi principi. Giocò un ruolo importante nella riorganizzazione dell'esercito.
Richiamato nell'esercito allo scoppio delle ostilità, fu nominato comandante della piazzaforte di Thionville, la prima città che i prussiani comandati dal principe di Hohenlohe assediarono: attaccata il 24 agosto 1792, la città resistette per due mesi, e al duca di Brunswick che cercava di corromperlo con l'offerta di un milione di franchi, rispose: «Accetto il milione, se consentite a passare prima davanti a un notaio».
Tre giorni dopo, la battaglia di Valmy portava alla pace. La Convenzione Nazionale dichiarò che Wimpffen aveva ben meritato dalla patria.
Dopo aver rifiutato il Ministero della guerra Wimpffen ricevette il comando dell'Armata costiera di Cherbourg, incaricata della difesa delle coste contro una eventuale invasione britannica.
Il 2 giugno 1793 si schierò col partito dei Girondini contro i Montagnardi (che alla Convenzione nazionale il 31 maggio, avevano votato l'arresto di 29 deputati girondini), e prese il comando delle truppe girondine del Calvados, pur senza dissimulare le proprie simpatie per una monarchia costituzionale, piuttosto che per la repubblica.
Molti deputati della Gironda si erano rifugiati a Caen ed una coalizione si era formata fra otto dipartimenti, cinque della Bretagna e tre della Normandia: la Convenzione inviò Prieur-Duvernois e Romme in Calvados. Wimpffen li fece arrestare e recludere nel castello di Caen.
Messo in stato d'accusa rispose con un proclama in cui diceva: «I malvagi vi diranno: Félix Wimpffen marcia contro Parigi; non credeteci: io marcio verso Parigi, per Parigi, e per la salvezza della Repubblica, una e indivisibile».
Ciononostante gli abitanti del Calvados, dopo aver mostrato entusiasmo per la causa dei Girondini, poco a poco iniziarono a raffreddarsi per paura di una rinascita realista. Wimpffen poteva contare su appena otto battaglioni con ben pochi volontari, e fu obbligato a richiamare dalla Bretagna cinque o seicento uomini. Condotto dal realista Puisaye contro le truppe della Convenzione, il piccolo esercito fu disperso a Pacy-sur-Eure senza nemmeno entrare in combattimento, nella battaglia di Brécourt, la cosiddetta "battaglia senza lacrime".
Wimpffen tentò allora di fortificare Caen e di battere moneta. In un incontro che ebbe coi Girondini propose, secondo Louvet, al fine di ottenere uomini ed armi, di negoziare con la Gran Bretagna; opponendosi i Girondini con veemenza a tale proposta, cercò di radunare a Lisieux i resti degli insorti. La Convenzione allora mise una taglia sulla sua testa e si trovò abbandonato dalle sue truppe. Dopo essere tornato a Caen, sentendo che la lotta era divenuta impossibile si recò segretamente a Bayeux dove rimase nascosto e riuscì a sottrarsi alle ricerche dei suoi nemici fuggendo in Inghilterra.
Dimenticato fino al colpo di Stato del 18 brumaio che pose fine al Direttorio, riprese allora il proprio rango come generale di divisione, e ricoprì, dal 24 luglio 1806, le funzioni di ispettore generale delle stazioni di monta equina.
Fu creato barone dell'Impero nel 1809.
È l'autore del Manuel de Xépholius (Parigi, 1788, in-8º), pubblicato in forma anonima e tirato in soli cento esemplari, e delle Mémoires pour l'histoire de la révolution.